# Bourse ischiatique du muscle obturateur interne
La bourse ischiatique du muscle obturateur interne est une bourse synoviale du membre inférieur située au niveau de la cuisse.

## Description
La bourse ischiatique du muscle obturateur interne est située entre le tendon terminal du muscle obturateur interne et la petite incisure ischiatique.